# Sebastian Friedrich

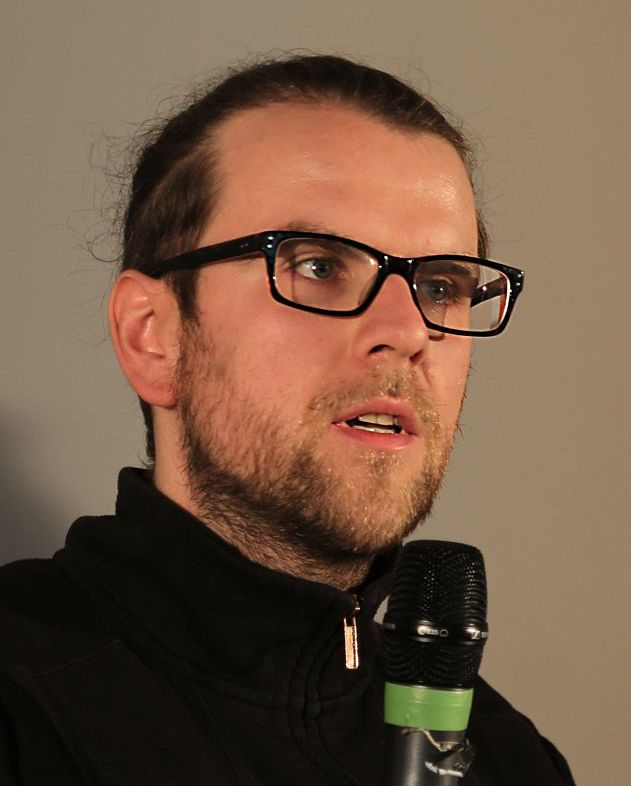
Sebastian Friedrich, 2018

Sebastian Friedrich (* 1985 in Halle (Saale)) ist ein deutscher Sozialwissenschaftler, Journalist und Publizist.

## Leben
Friedrich studierte an der Evangelischen Hochschule Berlin Sozialarbeit/Sozialpädagogik. Für seine Diplomarbeit „Auf der Suche nach Neukölln. Die Konstruktion eines 'Problembezirks'“ erhielt er den Gräfin-von-der-Schulenburg-Preis seiner Hochschule.
Er promoviert an der Bergischen Universität Wuppertal zum Thema „Die Problematisierung der Gammler in der jungen Bundesrepublik“ im Bereich der Erziehungswissenschaft bei Fabian Kessl. Friedrich hatte zwischen 2012 und 2016 Lehraufträge an der Alice Salomon Hochschule Berlin und an der Evangelischen Hochschule Berlin. Bis Mitte 2017 war er freier Mitarbeiter am Duisburger Institut für Sprach- und Sozialforschung (DISS). Zu seinen Forschungsschwerpunkten gehören Neue Rechte, Rassismus, Soziale Ungleichheit, Klassenanalyse und Diskursanalyse.
Friedrich war ab August 2017 Programmvolontär beim NDR. In den folgenden Jahren erstellte er Beiträge für dessen Medienmagazin Zapp, und dessen Funk Jugendformat STRG F. Seitdem veröffentlichte er auch ebendort Fernsehbeiträge wie auch für die Politik-Magazine Panorama und Kontraste, Tagesschau, Tagesthemen und das Funk Jugendformat STRG F. Seit 2018 veröffentlicht er auch regelmäßig Radiofeatures. In dem Feature „Die Ost-West-Migrantin“ porträtiert er seine Mutter, die mit ihm im November 1989 aus der DDR nach Süddeutschland übersiedelte.
Friedrich ist Autor und Herausgeber mehrerer Bücher zu den Themen Rassismus, Nationalismus und zur Entstehung und Geschichte der AfD. 2016 erschien außerdem das Lexikon der Leistungsgesellschaft, eine Sammlung der gleichnamigen Kolumnen bei analyse & kritik (ak), wo er bis Juli 2017 Redakteur war. Im Lexikon der Leistungsgesellschaft setzt sich Friedrich mit der Ideologie des neoliberalen Kapitalismus auseinander. Das Buch erschien 2018 mit anderen Aufsätzen zum Thema im Spanischen. Seit Ende 2018 führt Friedrich die Kolumne in der Wochenzeitung der Freitag fort.
Davor war er Redakteur des Online-Magazins kritisch-lesen.de, zu dessen Mitgründern er gehört. Als ak-Redakteur gehörte er im Juli 2017 zu den Journalisten, deren Akkreditierung beim G20-Gipfel entzogen wurde. Im November 2019 entschied das Verwaltungsgericht zugunsten Friedrichs. Artikel von ihm erschienen in den Zeitungen Neues Deutschland, junge Welt, der Freitag und taz sowie die Schweizer WOZ Die Wochenzeitung. Des Weiteren verfasst er Kommentare, die bisher bei Zapp, NDR Info, der Tageszeitung Neues Deutschland und im Freitag erschienen.
Für das am 16. Februar 2021 erstmals ausgestrahlte Feature Der letzte Tag: Das Attentat von Hanau erhielt Friedrich im November 2021 den Katholischen Medienpreis in der Kategorie Radio. 2022 erhielt er hierfür den Civis – Europas Medienpreis für Integration in der Kategorie Civis Audio Award lange Programme.

## Schriften (Auswahl)
- (Hrsg.): Rassismus in der Leistungsgesellschaft. Analysen und kritische Perspektiven zu den rassistischen Normalisierungsprozessen der „Sarrazindebatte“. Ed. Assemblage, Münster 2011, ISBN 978-3-942885-01-0.
- mit Patrick Schreiner (Hrsg.): Nation – Ausgrenzung – Krise. Kritische Perspektiven auf Europa. Ed. Assemblage, Münster 2013, ISBN 978-3-942885-36-2.
- Der Aufstieg der AfD. Neokonservative Mobilmachung in Deutschland (= Politik aktuell. Bd. 1). Bertz + Fischer, Berlin 2015, ISBN 978-3-86505-731-0.
- mit Regina Wamper, Jens Zimmermann (Hrsg.): Der NSU in bester Gesellschaft. Zwischen Neonazismus, Rassismus und Staat (= Edition DISS. Bd. 37). Unrast, Duisburg 2015, ISBN 978-3-89771-766-4.
- Lexikon der Leistungsgesellschaft. Wie der Neoliberalismus unseren Alltag prägt. Ed. Assemblage, Münster 2016, ISBN 978-3-96042-001-9.
  - spanisch, übersetzt von Imanol Miramón und Ivana Palibrk: La sociedad del rendimiento. Cómo el neoliberalismo impregna nuestras vidas. Katakrak Liburuak, Pamplona 2018, ISBN 978-84-16946-14-3.
- gemeinsam mit Redaktion analyse & kritik (Hg.): Neue Klassenpolitik. Linke Strategien gegen Rechtsruck und Neoliberalismus. Bertz + Fischer, Berlin 2018, ISBN 978-3-86505-752-5.
- Die AfD. Analysen – Hintergründe – Kontroversen (= Politik aktuell. Bd. 5). Bertz + Fischer, 3. erweiterte und aktualisierte Neuauflage, Berlin 2019, ISBN 978-3-86505-741-9 (zuerst 2017).
- Klima. In: Wolfgang M. Schmitt und Ann-Kristin Tlusty (Hrsg.): Selbst Schuld! Carl Hanser Verlag, München 2024, ISBN 978-3-446-28130-1, S. 176–196.

## Radiofeatures
- Plattformkapitalismus und Gig-Economy (NDR 2018, 20 Min.)
- Partisanen in Italien: Auf den Spuren der Resistenza (NDR 2018, 30 Min., gemeinsam mit Beke Schulmann) (Audio)
- Diskriminierung im Jobcenter? (NDR 2019, 20 Min.)
- Die Ost-West-Migrantin (NDR 2020, 53 Min.) (Audio)
- Der kurze Pressefrühling in der DDR (NDR 2020, 20 Min.)
- Das Blutjahr 1980: Rechter Terror in Deutschland (NDR 2020, 25 Min.)
- Der letzte Tag: Das Attentat von Hanau (Deutschlandfunk Kultur, WDR 5, NDR Info 2021, 55 Min.)
- Ein Linker, der aus der Geschichte zu lernen versucht. Marburger Marxist Frank Deppe (Deutschlandfunk Kultur, 29 Min.)